# Patagonium inconspicuum
Patagonium inconspicuum là một loài thực vật có hoa trong họ Đậu. Loài này được (Phil.) Kuntze mô tả khoa học đầu tiên năm 1891.